# Oruza inclinata
Oruza inclinata là một loài bướm đêm trong họ Erebidae.